# Paaliaq
A Paaliaq a Szaturnusz huszadik holdja, prográd mozgású, a bolygó körüli keringése szabálytalan. Egy kutatócsoport – Brett J. Gladman, John J. Kavelaars, Jean-Marc Petit, Hans Scholl, Matthew J. Holman, Brian G. Marsden, Philip D. Nicholson és Joseph A. Burns – fedezte fel 2000 októberében. Több más Szaturnusz-holdhoz hasonlóan a Paaliaq is az inuit mitológia egyik alakjáról, nevezetesen egy fiktív sámánról nyerte a nevét 2003 augusztusában.
A Paaliaq átmérője feltehetően 22 kilométer, a Szaturnusz körüli pályájának átlagos sugara 15,2 millió kilométer, keringési ideje pedig 687 nap. A Kiviuq, az Ijiraq, a Siarnaq és a Tarkeq mellett a Szaturnusz szabálytalan holdjainak inuit csoportjába tartozik, de keringési pályájának egyes szakaszai kilenc másik hold pályáját is megközelítik.
Színe halványvörös, infravörös színképtartománya a Kiviuqéhoz és a Siarnaqéhoz hasonló, ami erősíti azt a vélekedést, miszerint az inuit csoport holdjai egy nagyobb égitest szétdarabolódásának következtében jöttek létre.